# Fiança locatícia
O seguro de fiança locatícia, no Brasil, garante ao locador (segurado), em caso de inadimplência do inquilino (garantido), o recebimento por parte da seguradora das coberturas contratadas na apólice.
É uma modalidade de seguro que se caracteriza pela praticidade uma vez que substitui a exigência dos tradicionais fiadores e avalistas ou a prestação de caução, nos contratos de locação.
Além disso, o seguro fiança locatícia também apresenta algumas características, dependendo do seguro escolhido, que permitem a quem o contrata, segurança caso tenha algum problema no imóvel e precise de um reparo imediato, por exemplo. 
Muitos seguros fiança locatícia apresentam como parte do seguro, mão de obra para reparos elétricos, ou hidráulicos, por exemplo. Com isso, tornam-se uma opção muito interessante para quem pretende alugar um imóvel. 
Existem leis que determinam como pode ser o seguro fiança locatícia. Quem determina essas características é a Resolução nº 202, de 2008, do Conselho Nacional de Seguros Privados (CNSP). 
De acordo com essa resolução, um mesmo contrato de aluguel não pode ter mais de um tipo desse seguro. Só poderá ter um. Outro limite estabelecido pela Resolução é que o prazo das vigências das garantias do seguro seja o mesmo prazo do contrato de aluguel. 
Ou seja, ao terminar o contrato de aluguel, também termina a vigência do seguro fiança locatícia.

## Vantagens
Entre as vantagens desta modalidade de seguro, relacionam-se:

### Para o Proprietário
- a garantia da locação até a extinção do contrato;
- a certeza do recebimento do aluguel e encargos, se contratados, em caso de não pagamento pelo inquilino;
- a possibilidade de assistência jurídica gratuita;
- a eliminação do risco de aceitação de fiadores ou inquilinos profissionais;
- coberturas opcionais de danos ao imóvel, pinturas e multas contratuais.

### Para o Inquilino
- o fim do constrangimento pela procura de um fiador;
- descontos progressivos nas renovações;
- pagamento parcelado do custo do seguro.

### Para a Imobiliária
- a análise de cadastro pela Seguradora;
- a possibilidade de pagamento mensal;
- o oferecimento de serviço diferenciado aos clientes, através de garantia do recebimento dos aluguéis;
- a possibilidade de redução de custos mediante utilização da Assistência Jurídica Gratuita

## Coberturas

### Básica
Garante ao Locador (Segurado) o recebimento dos aluguéis e demais despesas, se contratadas, tais como: IPTU, despesas ordinárias de condomínio, água e luz, até os valores previstos no contrato de locação e indicados na apólice

### Danos ao Imóvel
Garante ao Locador (Segurado) o ressarcimento dos prejuízos causados ao imóvel pelo Inquilino (Garantido), exceto aqueles decorrentes do uso e desgaste normal (deduzida a franquia).

### Multas Contratuais
Garante ao Locador (Segurado) o recebimento das multas contratuais (rescisórias ou moratórias) decorrentes da falta de pagamento de aluguéis e/ou encargos, previstos no contrato de locação.

### Assistência Jurídica
Abrange a cobrança dos aluguéis, das despesas ordinárias de condomínio, de IPTU e contas de água e luz, bem como a de multas contratuais e dos danos ao imóvel.

## Vigência da apólice
A vigência da apólice de seguro poderá ser contratada como:
- Anual ou
- Plurianual (pelo tempo da locação).

Para a sua contratação é necessária a prévia análise de cadastro do candidato a inquilino.